# میدوری (بازیگر پورنوگرافی)
میدوری (انگلیسی: Midori؛ زاده ۱۹ ژوئیهٔ ۱۹۶۸) یک بازیگر پورنوگرافی اهل ایالات متحده آمریکا است.